# Montot (Côte-d'Or)
Montot é uma comuna francesa na região administrativa da Borgonha-Franco-Condado, no departamento de Côte-d'Or. Estende-se por uma área de 7,65 km². Em 2010 a comuna tinha 199 habitantes (densidade: 26 hab./km²).